# Parramatta
Pour les articles homonymes, voir Parramatta (homonymie).
Parramatta est le quartier central de la zone d'administration locale de la ville de Parramatta, situé dans l'agglomération de Sydney, en Nouvelle-Galles du Sud en Australie. 

## Géographie
Parramatta est situé à 24 km à l'ouest du centre d'affaires de Sydney et constitue le principal centre économique de la banlieue ouest de Sydney et le sixième plus grand quartier d'affaires d'Australie.

## Histoire
Parramatta, fondée la même année que Sydney en 1788, est la plus ancienne colonie européenne à l'intérieur des terres.
Organisée en municipalité en 1861, Parramatta devient une ville en 1938 et est depuis le centre administratif d'une zone d'administration locale appelée ville de Parramatta.
| 2001   | 2006   | 2011   | 2016   | 2021   |
| ------ | ------ | ------ | ------ | ------ |
| 17 982 | 18 448 | 19 745 | 25 798 | 30 211 |

## Économie
Parramatta est un centre d'affaires et commercial majeur, et la ville est parfois appelée « deuxième quartier central des affaires » de Sydney. Le quartier abrite le Westfield Parramatta, un des plus grands centres commerciaux d'Australie par la surface occupée. Church Street est la principale artère commerçante, avec de nombreux restaurants, et s'étend au-delà de Westfield jusqu'à « Auto Alley », ainsi surnommée en raison du grand nombre de concessionnaires automobiles qui bordent les deux côtés de la rue jusqu'à l'autoroute M4.

## Urbanisme
Parramatta Square (précédemment connu sous le nom de Civic Place) est un espace urbain qui regroupe les administrations de la ville, à côté de l'hôtel de ville. Un gratte-ciel de 55 étages achevé en 2022, le 6 & 8 Parramatta Square, culmine à 223 mètres.

## Transports
Parramatta est la plaque tournante du transport pour l'ouest de Sydney, avec des trains et des autocars.
La gare de Parramatta est une gare d'échange importante du réseau ferroviaire de Sydney. Elle est desservie par les trains de Sydney de Cumberland line et ceux de la North Shore, du Northern and Western line. La NSW Trainlink exploite des services interurbains sur la Blue Mountains line ainsi que des services dans les régions rurales de la Nouvelle-Galles du Sud.
La gare a été inaugurée le 4 juillet 1860, cinq ans après la première ligne de chemin de fer à Sydney. La gare d'origine a fait l'objet d'une vaste restructuration entre 2003 et 2006.
Le quai du traversier est sur la Charles Weir Street, qui divise l'eau salée de la marée d'eau douce de la rivière supérieure, sur la limite est du quartier central des affaires. Le quai est le plus occidental des Sydney Ferries, compagnie qui fonctionne le long de la rivière Parramatta.
Parramatta Road a toujours été une voie importante pour Sydney depuis ses débuts. De Parramatta, la route principale ouest de l'État est la Great Western Highway, l'autoroute M4 Ouest, parallèle à la Great Western Highway, avec des rampes d'accès près de Parramatta.
Le James Ruse Drive sert de rocade partielle tournant autour de la partie orientale de Parramatta, jusqu'à la Cumberland Road au nord-ouest de la ville.
Le principal axe nord-sud à travers Parramatta est Church Street qui est prolongé par Windsor Road au nord et Woodville Road au sud.
Au niveau des transports en commun, Parramatta possède une gare routière principale et est desservie par cinq lignes à haute fréquence du réseau Metrobus :
M52 - Parramatta City via Victoria Road
M54 - Parramatta à Macquarie Park via Carlingford et Epping
M60 - Parramatta à Hornsby via Castle Hill
M91 - Parramatta à Hurstville via Granville, Bankstown et Peakhurst
M92 - Parramatta Sutherland via Lidcombe, Bankstown et Padstow
Parramatta est également desservie par les compagnies Hillsbus (partie de Westbus), Sydney buses, Busways et Veolia.
Une ligne d'autocar gratuite sur la route 900, qui est une rocade autour du centre-ville, est exploitée par le conseil municipal de Parramatta en collaboration avec le gouvernement de l'État.
Enfin, une navette gratuite relie le stade à la gare lorsque les Parramatta Eels jouent un match à domicile.

## Sport
Parramatta abrite les Parramatta Eels, un club de rugby à XIII évoluant en National Rugby League. Ils jouent leur matchs à domicile au Parramatta Stadium.
Le club de football, les Western Sydney Wanderers, joue également au Parrammatta Stadium.

## Religion
La ville de Parramatta est le siège du diocèse catholique de Parramatta et abrite la cathédrale Saint-Patrick.

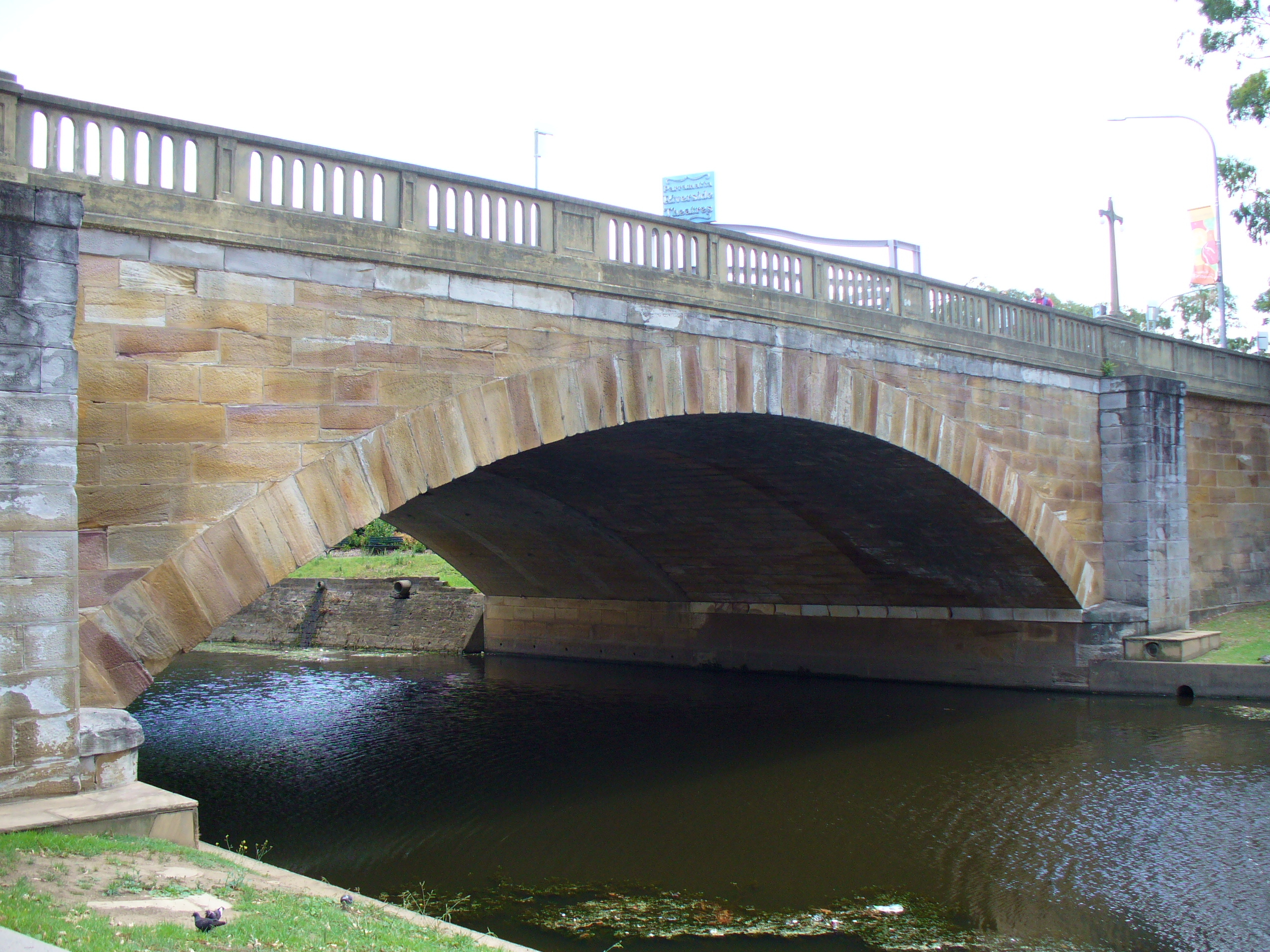
Le pont Lennox à Parramatta
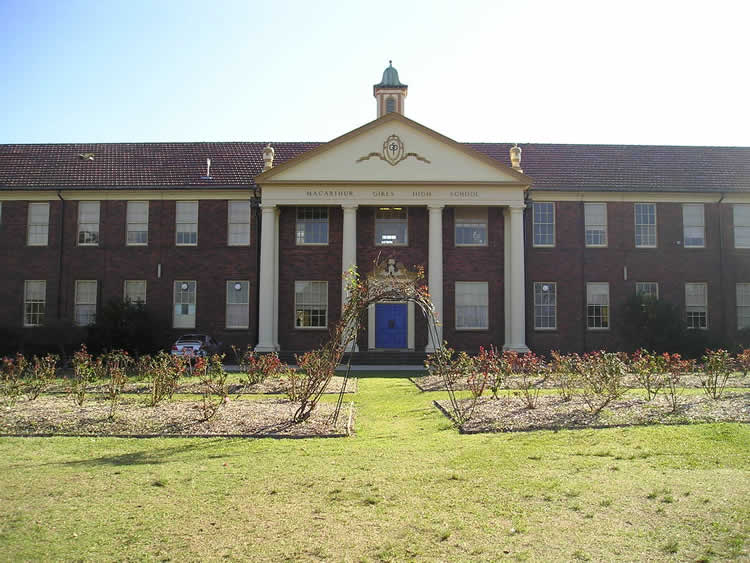
L'école de filles McArthur
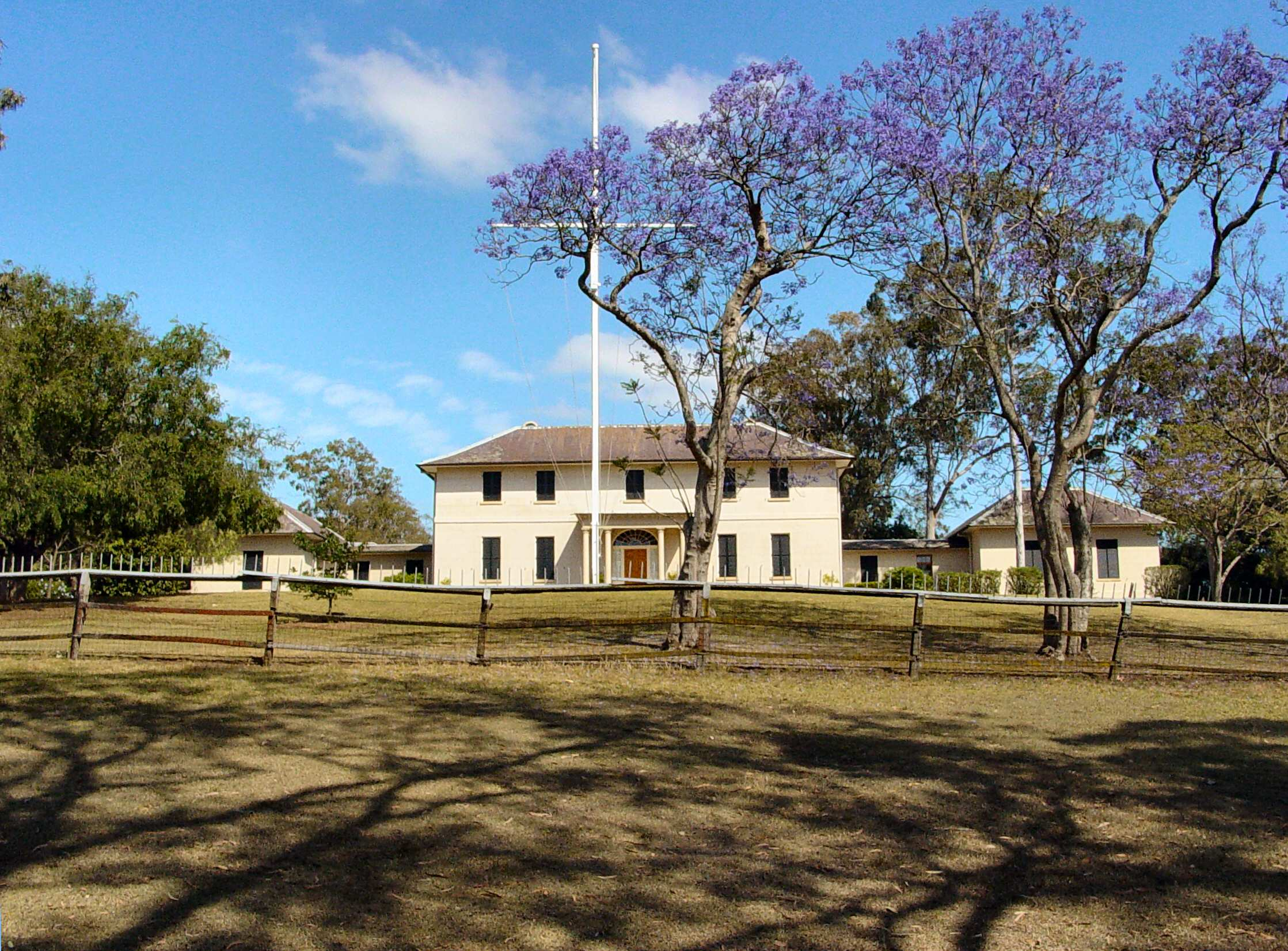
L'ancienne maison du Gouverneur (1799)

## Personnalités liées
- Thomas Hansen, officier de marine britannique, y est mort ;
- John Lang (1816-1864), romancier et avocat, y est né.